# Myroslaw Popowytsch
Myroslaw Wolodymyrowytsch Popowytsch (* 12. April 1930 in Schytomyr, Ukrainische SSR; † 10. Februar 2018 in Kiew, Ukraine) war ein ukrainischer Philosoph.

## Leben
Myroslaw Popowytsch absolvierte 1953 die Philosophische Fakultät der Taras-Schewtschenko-Universität in Kiew.
1960 wurde er Kandidat der philosophischen Wissenschaften und 1966 Doktor der philosophischen Wissenschaften an der Nationalen Akademie der Wissenschaften der Ukraine. 1992 wurde er dort korrespondierendes Mitglied und 2003 Akademiker der Nationalen Akademie der Wissenschaften der Ukraine. Seit 2001 war er Direktor des Instituts für Philosophie der Nationalen Akademie der Wissenschaften der Ukraine.
Er schrieb mehr als 400 wissenschaftliche Arbeiten, darunter 20 Monographien. Seine Werke behandelten wichtige kulturelle und philosophische Probleme sowie Fragen der Epistemologie, Logik und der Methodologie der Wissenschaft. Sie wurden in Französisch, Deutsch und Polnisch übersetzt.
Popowytsch starb im Februar 2018 im Alter von 87 Jahren in Kiew und wurde auf dem dortigen Baikowe-Friedhof bestattet.
Petro Poroschenko, der Präsident der Ukraine, schrieb auf die Nachricht von Popowytschs Tod: „Die Ukraine hat einen großen Denker und eine der größten moralischen Autoritäten verloren“.

## Ehrungen
Myroslaw Popowytsch erhielt zahlreiche Orden und Auszeichnungen. Darunter:
- 2018 Ukrainischer Orden der Freiheit (posthum)[3]
- 2009 Ehrendoktor der Nationalen Taras-Schewtschenko-Universität Kiew[4]
- 2005 Orden der Ehrenlegion[1]
- 2005 Orden des Fürsten Jaroslaw des Weisen 5. Klasse[1]
- 2001 Taras-Schewtschenko-Preis[5]
- 2000 Verdienter Wissenschaftler der Ukraine[5]
- Ukrainischer Verdienstorden 2. und 3. Klasse[1]